# コソヴァレ・アスラニ
コソヴァレ・アスラニ（Kosovare Asllani, 1989年7月29日 - ）は、スウェーデン・クリシャンスタード出身のスウェーデン代表サッカー選手。ロンドン・シティ・ライオネス所属。
スピードとテクニックを兼ね備え、女子サッカー界のズラタン・イブラヒモヴィッチと称される。

## 経歴

### クラブ経歴
幼少期のアスラニは、サッカーとともにアイスホッケーもプレーしていた。15歳でスウェーデンの女子2部リーグに属していたヴィンメルビューIFに加入し、48試合で49得点を挙げた。その後に届いた多くのオファーから、1部リーグのリンシェーピングFCに移籍。
リンシェーピングでは当初ベンチメンバーの扱いだったが、出場試合での活躍により重要なメンバーとなり、2009年のリーグ、スーパーカップ優勝にも貢献した。2009年12月4日、海を渡りアメリカのシカゴ・レッドスターズへ移籍した。
シカゴ・レッドスターズでは7週目にリーグ週間最優秀選手に選ばれるなどファンの信頼を獲得。シーズン終了後、リンシェーピングに復帰した。
リンシェーピング復帰後もUEFA女子チャンピオンズリーグでスパルタ・プラハやアーセナルから得点を挙げるなど活躍したが、シーズン途中で太腿を怪我してしまう。2011年12月に地元クリシャンスタードDFFに加入。

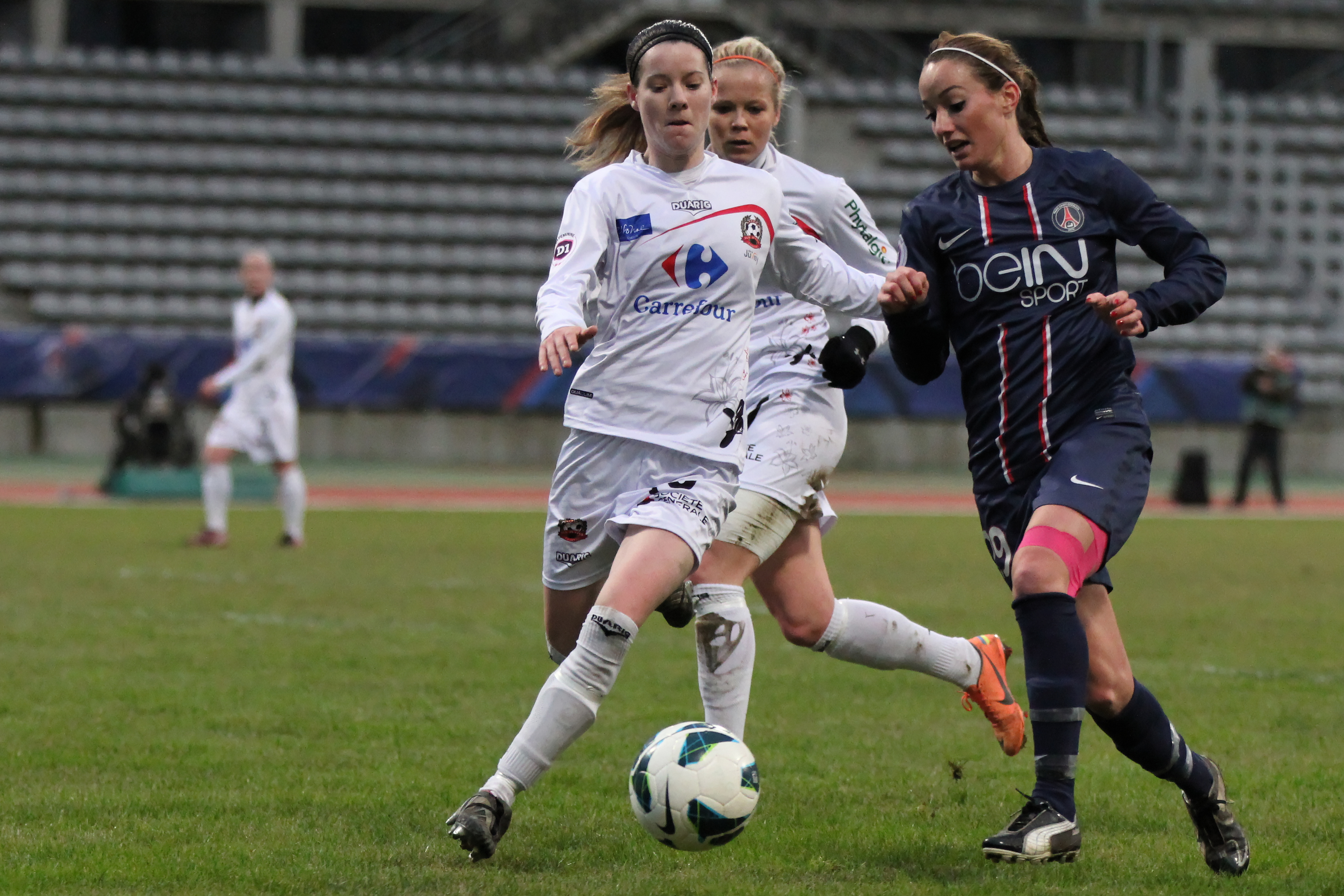
パリ・サンジェルマンでプレーするアスラニ（2012年12月）

半年間のクリシャンスタードでのプレーを経て2012年9月にパリ・サンジェルマンFCに移籍した。2012-13シーズンはリーグ19試合に出場して17得点7アシストを記録した。パリ・サンジェルマンでは3年半プレーした。
2016年1月22日、2年契約でマンチェスター・シティに移籍。リーグタイトル及びWSLコンチネンタルカップを獲得した。その後、2017年8月に三度リンシェーピングFCへ移籍した。
2019年7月18日、2020年にレアル・マドリードの女子チームになることが決定していたCDタコンに移籍。女子チームの銀河系軍団第一弾と報じられた。2020-21シーズンにはリーグ16得点を挙げたが、翌2021-22シーズンには怪我の影響もあり3ゴールに止まり、シーズン終了後にACミランへ移籍。その後の会見でレアル・マドリード所属時に怪我をした状態でプレーすることを余儀なくされていたことなどを挙げ、不健康で危険な環境があると批判した。
2024年6月28日、イングランド2部のロンドン・シティ・ライオネスに2年契約で加入した。シーズンを通してキャプテンとしてチームを牽引し、5月4日、最終節でライオネスのウィメンズ・スーパーリーグ初昇格を決めた。

### 代表経歴
2008年9月、ルーマニア代表戦でスウェーデン代表デビュー。翌2009年には欧州選手権にも招集された。2011年のFIFAワールドカップでも重要な選手となると見られていたが、最終的に代表から外れた。アスラニの代表落選はピア・スンドハーゲやアメリカ代表監督らからサプライズと表現された。

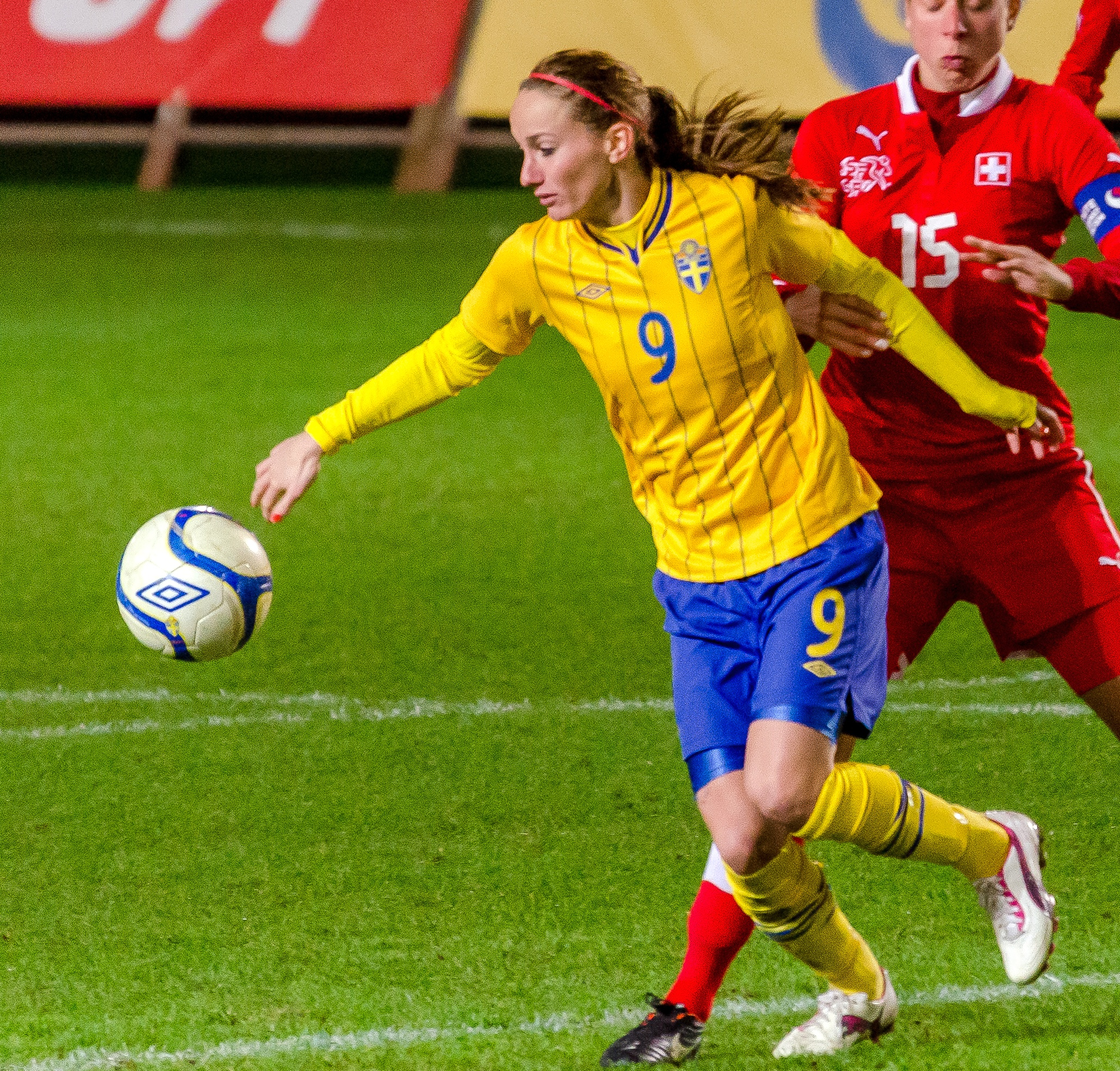
スウェーデン代表でのアスラニ（2012年10月）

その後はロンドンオリンピックやリオデジャネイロオリンピックでもプレーし、リオ五輪では銀メダルを獲得した。ワールドカップに関しては2015年、2019年に出場。2019年大会では3得点を挙げた。また、欧州選手権に関しても2009年のほか母国開催となった2013年、2017年と3大会に出場した。
ポルトガルサッカー連盟が主催するアルガルヴェ・カップにも出場、2009年大会、 2018年大会と2度優勝したほか、2013年大会ではアレックス・モーガンと共に得点王となっている。
スウェーデン代表として140試合に出場して37得点を記録。出場試合数、得点数共にスウェーデン代表歴代トップ10に名を連ねている。

## タイトル

### クラブ
リンシェーピングFC
- ダームアルスヴェンスカン：2009, 2017
- スヴェンスカ・クッペン：2008, 2009
- スヴェンスカ・スーペルクッペン：2009

マンチェスター・シティ
- FA WSL：2016
- WSLコンチネンタルカップ：2016

ロンドン・シティ・ライオネス
- FA WSL 2：2024-25

### スウェーデン代表
- アルガルヴェ・カップ：2009, 2018
- 夏季オリンピック：2016（銀メダル）

### 個人
- アルガルヴェ・カップ得点王：2013
- スウェーデン女子年間最優秀選手：2017